# Foveolacel

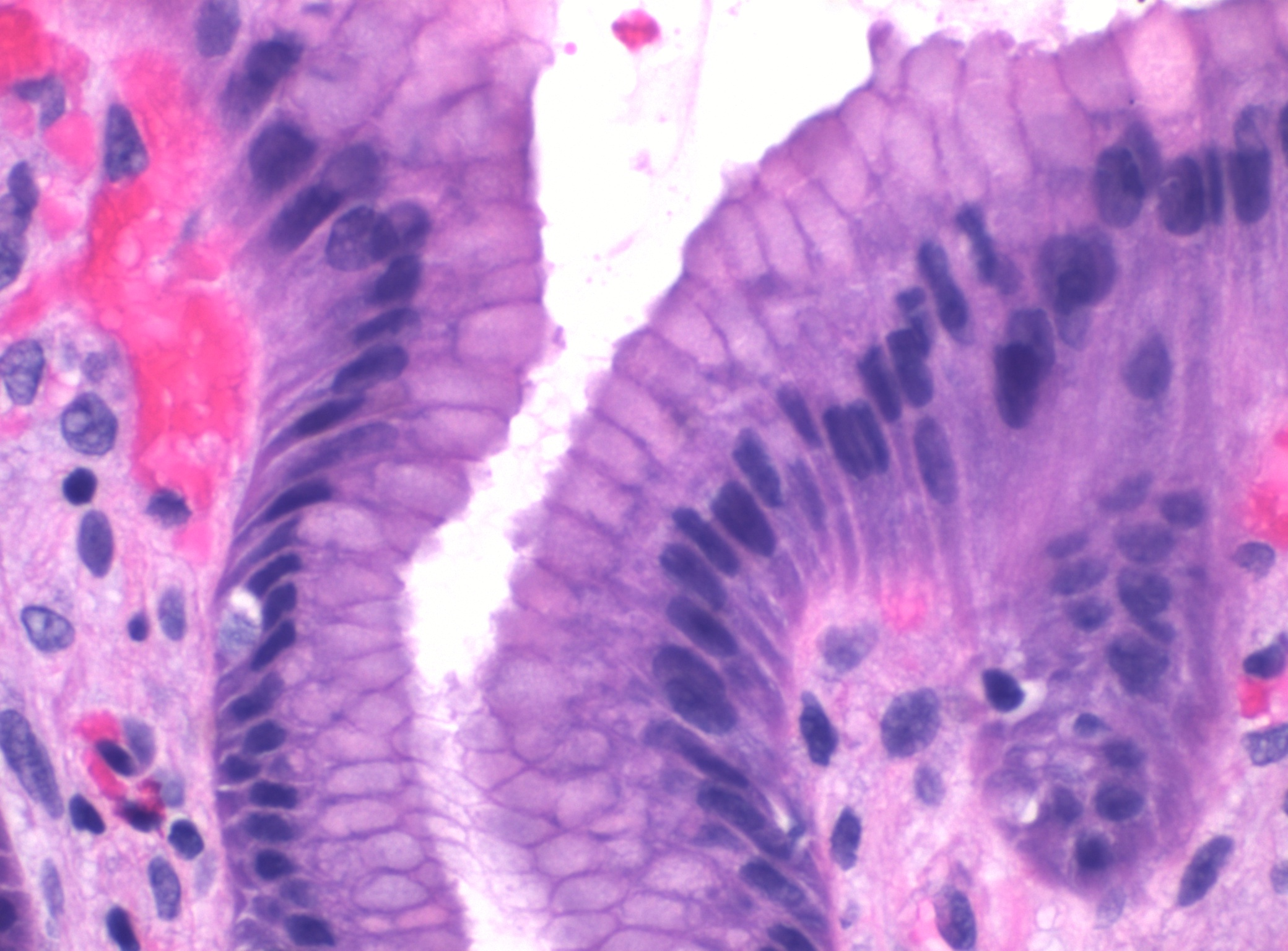
Foveolacellen in het antrum van de maag.

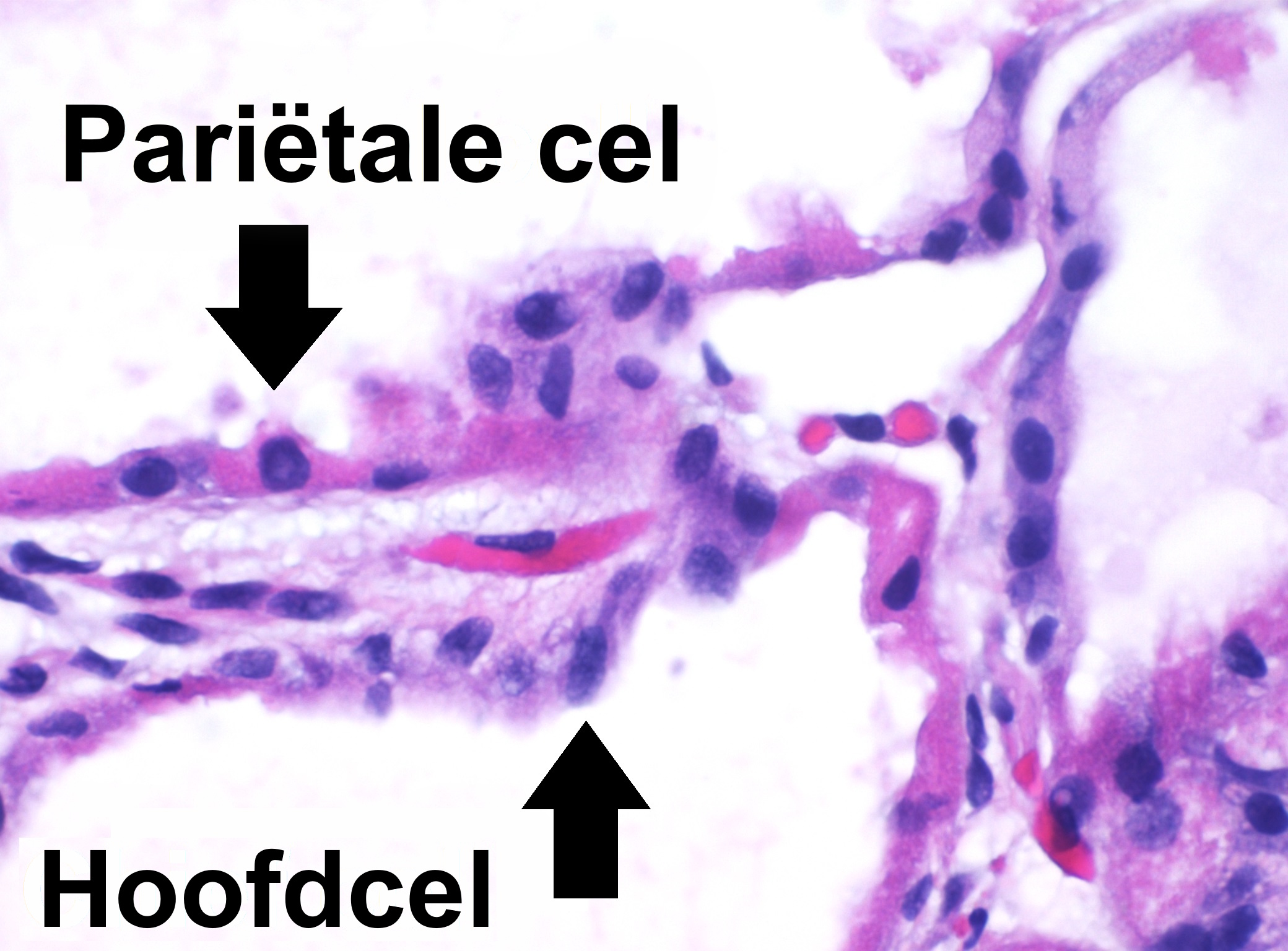
De klieren worden bekleed door maaghoofdcellen en pariëtale cellen, en ook door slijmerige foveolacellen.

Foveolacellen of oppervlakteslijmcellen zijn slijmproducerende cellen die de binnenkant van de maag bedekken en beschermen tegen de corrosieve werking van maagzuur. De foveolacellen hebben alle een klierfunctie gekregen en zijn van het muceuze type. Ze hebben een helder cytoplasma. De foveolacellen bekleden het maagslijmvlies en de maagholtes. Ze vormen een eenlaags cilindrisch epitheel.
In de hals van de maagklieren bevinden zich slijmhalscellen. De slijmafscheidende cellen van de maag kunnen histologisch worden onderscheiden van de slijmbekercellen, een ander type slijmafscheidende cel.

## Structuur

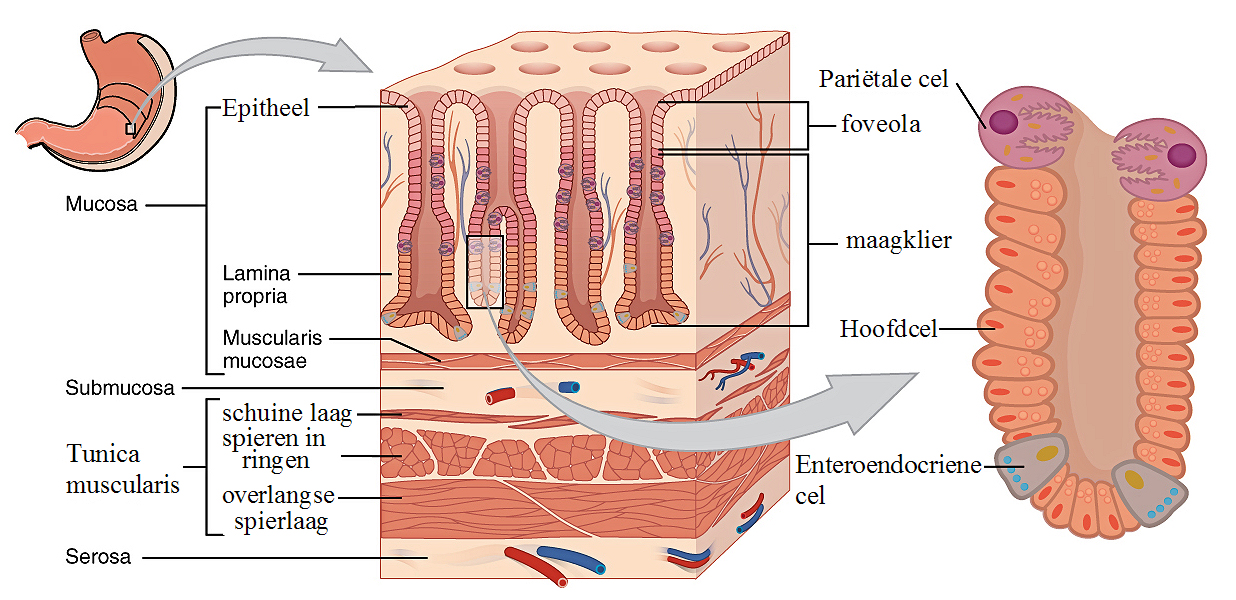
Maagwand

Het maagslijmvlies dat de binnenwand van de maag bekleedt, heeft een reeks microscopische structuren, maagklieren genaamd, die, afhankelijk van hun locatie in de maag, verschillende stoffen afscheiden in het lumen van het orgaan. De openingen van deze klieren in de maag worden foveolae (maaggroefjes) genoemd, die bekleed zijn met foveolacellen om een beschermende alkalische afscheiding te vormen tegen het corrosieve maagzuur.

### Microstructuur
Foveolacellen hebben grote hoeveelheden mucinekorrels in hun apicale (bovenste) oppervlak en hebben korte microvilli, die uitsteken in het lumen van de maag. Mucinen zijn grote glycoproteïnen die het slijm zijn gelachtige eigenschappen geven. Mucinen kleuren de cellen sterk met speciale kleuringstechnieken zoals PAS-reactie of toloniumchloride; de laatste staat symbool voor de anionische aard van foveolacelsecreties. Onder de mucinekorrels zitten een golgicomplex, de celkern en kleine hoeveelheden ruw endoplasmatisch reticulum. De slijmhalscellen in de maagklieren zijn korter dan de foveolacellen en bevatten in hun apicale oppervlak kleinere hoeveelheden mucinekorrels.

## Functie
Het slijm dat door de foveolacellen wordt geproduceerd, is uiterst belangrijk, omdat het voorkomt dat de maag zichzelf verteerd. Pariëtale cellen produceren zoutzuur, dat cellen beschadigt. Maagcellen produceren pepsinogeen, dat door het zuur wordt geactiveerd voor het vormen van pepsine. Pepsine is een protease dat maagcellen kan verteren en beschadigen. Om deze desastreuze effecten te voorkomen, worden slijm en waterstofcarbonaationen (HCO3−) afgescheiden door de foveolacellen.
Het slijm laat zuur met een pH boven 4 doordringen in de slijmwand, maar onder de pH 4 (d.w.z. wanneer het zuur meer geconcentreerd is) kan het zuur het slijm niet binnendringen. Dit wordt viskeuze vingervorming (Saffman–Taylor instabiliteit) genoemd. De foveolacellen kunnen veel zuur uitpompen, terwijl zuur dat eenmaal in het lumen van de maag is, door de hoge viscositeit niet kan terugkeren.